# Tempel der Ops
Der Tempel der Ops war ein kleines Heiligtum auf dem Kapitol in Rom, wahrscheinlich in der Area Capitolina in unmittelbarer Nähe des Tempels für Iuppiter Optimus Maximus.
Der Tempel der altrömischen Göttin Ops wurde erstmals für das Jahr 186 v. Chr. im Zusammenhang mit einem Blitzeinschlag erwähnt. Gegen Ende des 2. Jahrhunderts v. Chr. weihte Lucius Caecilius Metellus Delmaticus einen Tempel der Opifera, wahrscheinlich der inschriftlich überlieferten Ops Opifera. In diesem Fall hätte es sich um eine Restaurierung des Tempels der Ops auf dem Kapitol gehandelt. Sollte sich die Erwähnung des Plinius auf einen neu errichteten Tempel beziehen, so stand dieser vermutlich auf dem Forum Romanum.
Im Tempel der Ops auf dem Kapitol deponierte Gaius Iulius Caesar den Staatsschatz von 700 Millionen Sesterzen. Während der Säkularfeier im Jahr 17 v. Chr. versammelten sich im Tempel die matronae, im Jahr 80 n. Chr. die Arvalbrüder. An den Wänden des Tempels wurden Bürgerrechtsverleihungen an Soldaten inschriftlich dokumentiert (siehe Militärdiplom), möglicherweise im Inneren Standardgewichte aufbewahrt. Der Tag der Einweihung fiel auf das Fest der Opiconsivia am 25. August.